# Eigenschaft (u) von Pelczynski
Die Eigenschaft (u) von Pelczynski ist eine im mathematischen Teilgebiet der Funktionalanalysis betrachtete Eigenschaft von Banachräumen. Sie geht auf den polnischen Mathematiker Aleksander Pełczyński zurück und setzt schwache Cauchy-Folgen und schwach unbedingte Cauchy-Reihen in Beziehung.

## Definition
Ein Banachraum {\displaystyle X} hat die Eigenschaft (u), falls es zu jeder schwachen Cauchy-Folge {\displaystyle (x_{n})_{n\in \mathbb {N} }} eine schwach unbedingte Cauchy-Reihe {\displaystyle \textstyle \sum _{k}u_{k}} in {\displaystyle X} gibt, so dass
{\displaystyle x_{n}-\sum _{k=1}^{n}u_{k}\quad {\xrightarrow[{n\to \infty }]{}}\quad 0}   in der schwachen Topologie.
Jede schwache Cauchy-Folge stimmt also bis auf eine schwache Nullfolge mit der Folge der Partialsummen einer schwach unbedingten Cauchy-Reihe, kurz WUC-Reihe, überein.

## Beispiele
- Jeder Banachraum mit unbedingter Schauderbasis hat die Eigenschaft (u).[4]
- Jeder schwach folgenvollständige Banachraum hat die Eigenschaft (u).
- Jeder Unterbanachraum eines Banachraums mit Eigenschaft (u) hat ebenfalls die Eigenschaft (u).[5][6]
- Der Funktionenraum {\displaystyle C([0,1])} der stetigen Funktionen auf dem Intervall [0,1] und der Folgenraum {\displaystyle \ell ^{\infty }} der beschränkten Folgen haben nicht die Eigenschaft (u).[7] Auch der James-Raum hat nicht die Eigenschaft (u).[8]

## Bedeutung
Es kann mitunter schwierig sein, von einem Banachraum nachzuweisen, dass er keine unbedingte Basis hat. Das Fehlen der Eigenschaft (u) hat eine sogar noch stärkere Aussage zur Folge. Ein Raum ohne Eigenschaft (u) ist wegen der Vererbung dieser Eigenschaft auf Unterräume nicht einmal isomorph zu einem Unterbanachraum eines Banachraums mit unbedingter Basis. Nach obigen Beispielen gilt das für {\displaystyle C([0,1])} und den James-Raum, insbesondere haben diese Räume keine unbedingte Basis.
Auch der Raum L1([0,1]) kann nicht in einen Banachraum mit unbedingter Basis eingebettet werden. Der Beweis dieses Satzes ist aufwändiger, denn da L1([0,1]) als schwach folgenvollständiger Raum die Eigenschaft (u) hat, kann obige Argumentation nicht verwendet werden.
Es bestehen offenbar folgende Implikationen:
{\displaystyle X} hat eine unbedingte Basis.
{\displaystyle \Rightarrow \quad X} ist isomorph zu einem Unterbanachraum eines Banachraums mit unbedingter Basis.
{\displaystyle \Rightarrow \quad X} hat die Eigenschaft (u).
Die Umkehrungen gelten nicht. Die Räume {\displaystyle \ell ^{p}} haben eine unbedingte Basis, enthalten aber für {\displaystyle p\not =2} Unterräume ohne Basis. Daher kann die Umkehrung der ersten Implikation nicht gelten. Das obige Beispiel L1([0,1]) zeigt, dass auch die zweite Implikation nicht umgekehrt werden kann.  